# Miss Clack
Pour les articles homonymes, voir Clack.
Dans le roman de 1868 de Wilkie Collins, La Pierre de Lune, Miss Drusilla Clack est un personnage et une narratrice d'une partie du récit. 
Parente pauvre de la famille Verinder, Miss Clack est une ardente évangélique qui distribue des tracts aux étrangers et aux membres de sa famille. 

## Contexte social et historique
P.D. James, qui écrit des romans policiers, estime qu'en tant qu'«animatrice évangélique». . . Miss Clack se rapproche parfois d'une caricature ". Une note de bas de page quasi-éditoriale alerte le lecteur sur la façon dont son récit est censé avoir «une valeur incontestable en tant qu'instrument pour l'exposition du personnage de Miss Clack»; et quand elle décrit ses écoutes clandestines comme «Un martyre était devant moi», ou s'exclame «Tristesse et sympathie! Oh, quelles émotions païennes à attendre d'une Anglaise chrétienne », elle se trahit, de manière comique.
Cependant, Collins (comme Dickens), conscient du pouvoir derrière l'évangélicanisme victorien et de la façon dont le dépit et l'agression peuvent être dissimulés sous une apparence philanthropique, la dépeint aussi sérieusement. Son excentricité consiste également à distribuer des tracts (sous forme de brochure de littérature évangélique). Ainsi, elle en distribue à un domestique et à un chauffeur de taxi en guise de pourboire ; puis cache « douze publications précieuses » autour de la maison de sa tante mourante pour que celle-ci les trouve. Les membres de la Religious Tract Society, qui publie des millions de tracts à partir de 1799, du type décrit par Collins , fiers de diffuser leurs messages, s'adonnaient à cette activité.
Ainsi, le contexte de l'application de la morale victorienne et de l'évangélisation de l'opinion publique, et de l'opposition à cette influence dans certains milieux permet de mieux comprendre le personnage de Miss Clack. Des écrivains comme Collins et GM Trevelyan s'opposent à ce qu'ils considèrent comme « la forme particulièrement nauséabonde de la charité en tant que véhicule pour les tracts et la religion forcée », la jugeant souvent appliquée aux inférieurs sociaux, avec l'agression déguisée en générosité.